# バイオセーフティーレベル
バイオセーフティーレベル（英: biosafety level, BSL）とは、細菌・ウイルスなどの微生物・病原体等を取り扱う実験室・施設の格付け。

バイオハザード

## 呼称
例えば「レベル4」の実験室は BSL-4 と呼ばれる。かつては物理的封じ込め (Physical containment) と呼ばれ、P4 ともいわれていたが、P が "Pathogen"（病原体）や "Protection level"（防御レベル）の略などとされることもあって混乱が生じたため、現在ではバイオセーフティーレベルもしくは BSL の名称を用いるようになった。
世界保健機関 (WHO) が制定した Laboratory biosafety manual（日本語訳：実験室生物安全指針）に基づき、各国で病原体の危険性に応じて4段階のリスクグループが定められており、それに応じた取り扱いレベル（バイオセーフティーレベル）が定められている。

## リスクグループ
微生物・病原体などはその危険性に応じ、各国により次の4段階のリスクグループに分類される。
病原体などの危険性は地域の環境に左右されるため、病原体などのリスク分類は、地域ごとに定めることになっている (p. 2)。日本では、厚生労働省所管の国立感染症研究所が、国立感染症研究所病原体等安全管理規定（第三版）の別表2・別表3 (p. 19-36) において日本国独自のリストを作成した。特に別表3は感染症法の定める特定病原体などをリスク分類したものである。
グループ1
ヒトあるいは動物に病気を起こす可能性の低い微生物。
グループ2
ヒトあるいは動物に病気を起こすが、実験者およびその属する集団や家畜・環境に対して重大な災害を起こす可能性はほとんどない。実験室感染で重篤感染を起こしても、有効な治療法・予防法があり、感染の拡大も限られている。インフルエンザウイルスなど。
グループ3
ヒトあるいは動物に生死に関わる程度の重篤な病気を起こすが、有効な治療法・予防法がある。黄熱ウイルス・狂犬病ウイルスなど。
グループ4
ヒトあるいは動物に生死に関わる程度の重篤な病気を起こし、容易にヒトからヒトへ直接・間接の感染を起こす。有効な治療法・予防法は確立されていない。多数存在する病原体の中でも毒性や感染性が最強クラスである。エボラウイルス・マールブルグウイルス・天然痘ウイルスなど。

### リスクグループと対応する病原体
| リスクグループ | ウイルス | 細菌 | 真菌、原虫、寄生虫 | 細菌毒素                                    |
| -------------- | --- | --- | --- | ------------------------------------------- |
| 1              | ワクチン株 | リスクグループ2または3に属さない細菌 | リスクグループ2または3に属さないもの |                                             |
| 2              | - インフルエンザウイルス - 麻疹ウイルス - 風疹ウイルス - ムンプスウイルス - ヘルペスウイルス - 水痘ウイルス - ヒトパルボウイルス - コロナウイルス - アデノウイルス - エンテロウイルス - ポリオウイルス - ノロウイルス - ロタウイルス - A型肝炎ウイルス - E型肝炎ウイルス - デングウイルス - 日本脳炎ウイルス - B型肝炎ウイルス - C型肝炎ウイルス - ヒトパピローマウイルス など | - 化膿レンサ球菌 - 百日咳菌 - インフルエンザ菌 - 髄膜炎菌 - 肺炎マイコプラズマ - O157などの腸管出血性大腸菌 - 赤痢菌 - コレラ菌 - 腸炎ビブリオ - ビブリオ・バルニフィカス - サルモネラ菌 - カンピロバクター - 黄色ブドウ球菌 - ヘリコバクター・ピロリ - リステリア菌 - ボツリヌス菌 - 破傷風菌 - ジフテリア菌 - レプトスピラ - レジオネラ菌 - 淋菌 - 梅毒トレポネーマ - クラミジア など | - アスペルギルス・フミガーツス - クリプトコッカス - カンジダ - マラリア原虫 - 赤痢アメーバ - クリプトスポリジウム - ランブル鞭毛虫 - トキソプラズマ - エキノコックス など | - ベロ毒素（志賀毒素） - ボツリヌストキシン |
| 3              | - 鳥インフルエンザウイルス - SARSコロナウイルス - MERSコロナウイルス - SARSコロナウイルス2 - ウエストナイルウイルス - 黄熱ウイルス - リフトバレー熱ウイルス - 重症熱性血小板減少症候群ウイルス - ハンタウイルス - 狂犬病ウイルス - ニパウイルス - ヘンドラウイルス - Bウイルス - ヒト免疫不全ウイルス - 天然痘ウイルスのワクチン株 など                                        | - 結核菌 - 腸チフス菌 - パラチフス菌 - ブルセラ菌 - 発疹チフスリケッチア - 日本紅斑熱リケッチア - コクシエラ・バーネッティ - ペスト菌 - 炭疽菌 - 野兎病菌 など | - コクシジオイデス・イミチス |                                             |
| 4              | - 天然痘ウイルス（ワクチン株を除く） - エボラウイルス - マールブルグウイルス - ラッサウイルス - アレナウイルス - クリミア・コンゴ出血熱ウイルス | | |                                             |

## バイオセーフティーレベル

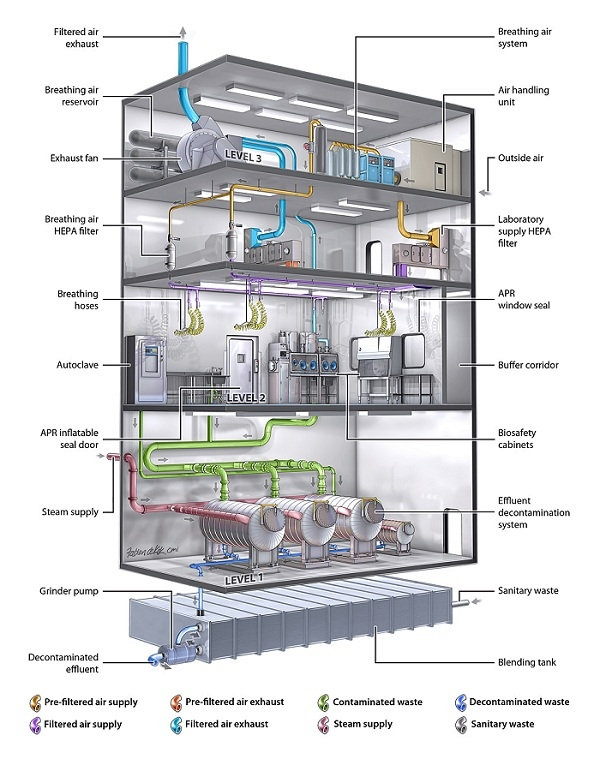
レベル4の設備例

「バイオセーフティーレベル」は「リスクグループ」に対応している。例えばリスクグループ3の病原体は、バイオセーフティーレベル3以上の実験室で扱うとしている。
ただしこれはあくまで原則である。例えばリスクグループ2の病原体でも、高濃度のエアロゾルが発生するような作業などでは、バイオセーフティーレベル3の実験室で行なわないと危険である (p. 2-3)。
各国が別々に定めるリスクグループとは異なり、バイオセーフティーレベルの要件は世界共通で次の通りである。

### レベル1
- 通常の微生物実験室で、特別に隔離されている必要はない。
- 一般外来者の立ち入りを禁止する必要はないが、16歳未満の者の入室を禁ずる。
- 実験室での飲食・喫煙を禁ずる。
- 微生物を取り扱う人物は、病原体取り扱い訓練を受けた人物でなければならない。

### レベル2
（レベル1に加えて）
- 実験室の扉には、バイオハザードの警告が表示されなければならない。
- 許可された人物のみが入室できる。
- 実験中は窓・扉を閉め、施錠されなければならない。
- 施設にはオートクレーブが設置されていることが望ましい（実験室内にある必要はない）。
- 生物学用安全キャビネット（クラスIIA以上）の設置。基本はその中で作業する（エアロゾルが発生しない作業はキャビネット外でも可）。
- 実験者は、作業着または白衣を着用しなければならない。

種名がわからない検体など「適切なリスク評価を実施するために必要な情報が（中略）不足している場合（中略）には、基本的な封じ込め策-バイオセーフティレベル2」を適用する（p. 8；原文p. 8）。

### レベル3
レベル2までと異なり、封じ込め実験室である。要件は次の通り。
（レベル2に加えて）
- 廊下の立ち入り制限。
- 白衣などに着替えるための前室（エアシャワーなど）を設置しなければならない。そのとき前後のドアを同時に開いてはならない。
- 壁・床・天井・作業台などの表面は消毒・洗浄可能なようにする。
- 排気系を調節し、常に外部から実験室内に空気を流入させる。
- 実験室からの排気は、高性能フィルターを通し除菌した上で大気に放出する。
- 実験は生物学用安全キャビネットの中で行う。
- オートクレーブは実験室内に設置されることが望ましく、実験室壁内に固定の両面オートクレーブも推奨される。
- 動物実験は生物学用安全キャビネットの中もしくは陰圧アイソレーターの中で行う。
- 作業員名簿に記載された者以外の立ち入りを厳しく禁ずる。

### レベル4
最高度安全実験施設である。レベル3に加えて、レベル4の実験室は他の施設から完全に隔離され、詳細な実験室の運用マニュアルが装備される。
（レベル3に加えて）
- クラスIII安全キャビネットを使用しなければならない。
- 通り抜け式オートクレーブを設置する。
- シャワー室を設置する。
- 実験室からの排気は高性能フィルターで2段浄化する。
- 化学防護服未着用での入室を厳しく禁ずる。

レベル4の実験室を保有している国家は限られており、日本では国立感染症研究所村山庁舎と理化学研究所筑波研究所にのみ、レベル4実験室が設置されている。
なお遺伝子・血清学的診断などのウイルス学的検査は、国立感染症研究所村山庁舎のウイルス第一部第一室において対応可能である。
2015年（平成27年）8月7日、厚生労働省は、国立感染症研究所村山庁舎を国内初のBSL-4に指定した。2019年現在、長崎大学においてBSL-4施設建設が進んでいる。

## 一覧
世界におけるレベル4・3に対応する施設は以下の通り。

### レベル4の一覧
| 国家             | 施設                                                       | 位置                               | Level | 備考                                                                           |
| ---------------- | ---------------------------------------------------------- | ---------------------------------- | ----- | ------------------------------------------------------------------------------ |
| オーストラリア   | 保健省クイーンズランドウイルス研究所                       | クイーンズランド州                 | 4     |                                                                                |
| オーストラリア   | オーストラリア動物衛生研究所                               | ビクトリア州                       | 4     |                                                                                |
| オーストラリア   | 国立高度安全研究所                                         | ビクトリア州                       | 4     |                                                                                |
| ベラルーシ       | 共和国微生物疫学研究センター                               | ミンスク                           | 4     |                                                                                |
| カナダ           | 国立微生物学研究所                                         | マニトバ州ウィニペグ               | 4     |                                                                                |
| チェコ           | 生物予防センター                                           |                                    | 4     |                                                                                |
| フランス         | ジャン・メリューP4高度安全実験室                           | ローヌ＝アルプ地域圏, リヨン       | 4     |                                                                                |
| ガボン           | フランスヴィル国際医学研究センター (CIRMF)                 | フランスヴィル                     | 4     |                                                                                |
| ドイツ           | ロベルト・コッホ研究所                                     | ベルリン                           | 4     |                                                                                |
| ドイツ           | ベルンハルト・ノホト熱帯医学研究所 (BNI)                   | ハンブルク                         | 4     |                                                                                |
| ドイツ           | フィリップ大学マールブルク                                 | マールブルク                       | 4     |                                                                                |
| ドイツ           | フリードリヒ・レフラー研究所                               | グライフスヴァルト                 | 4     |                                                                                |
| インド           | 全インド医科大学                                           | ニューデリー                       | 4     |                                                                                |
| インド           | 高度安全動物疾病研究所 (HSADL)                             | ボーパール                         | 4     |                                                                                |
| イタリア         | ルイージ・サッコ病院                                       | ミラノ                             | 4     |                                                                                |
| イタリア         | 国立感染症研究所                                           | ローマ                             | 4     |                                                                                |
| 日本             | 国立感染症研究所                                           | 東京都, 武蔵村山市                 | 4     | 1986年完成2015年8月7日稼動開始 日本初稼働のBSL4施設 施設老朽化により移転検討中 |
| 日本             | 理化学研究所筑波研究所                                     | 茨城県, つくば市                   | 4     | BSL3で稼働中 BSL4規格で建設されたが完全稼働できず                              |
| 日本             | 長崎大学高度感染症研究センター                             | 長崎県, 長崎市                     | 4     | 完成済、現在は稼働に向けた準備中                                               |
| 中華民国         | 国防部国防医学院予防医学研究所                             | 新北市                             | 4     |                                                                                |
| 中華民国         | 衛生福利部疾病管制署昆陽実験室                             | 台北市                             | 4     | BSL3で稼働中                                                                   |
| 韓国             | 国立疾病管理本部                                           | 忠清北道, 五松                     | 4     |                                                                                |
| オランダ         | 国立公衆衛生環境研究所 (RIVM)                              | ビルトーベン                       | 4     |                                                                                |
| ロシア           | 国立ウイルス学・生物工学研究センター（Вектор・英: VECTOR） | ノヴォシビルスク州                 | 4     |                                                                                |
| シンガポール     | 防衛科学機構 (DSO)                                         | シンガポール                       | 4     |                                                                                |
| 南アフリカ共和国 | 国立伝染病研究所                                           | ヨハネスブルグ                     | 4     |                                                                                |
| スウェーデン     | スウェーデン感染症研究所                                   | ソルナ                             | 4     |                                                                                |
| スイス           | ウイルス学・免疫予防学研究所                               | ベルン                             | 4     |                                                                                |
| スイス           | 高度密閉研究所                                             | シュピーツ                         | 4     |                                                                                |
| 中国             | 中国科学院武漢病毒研究所                                   | 湖北省武漢市                       | 4     |                                                                                |
| 中国             | 中国農業科学院ハルビン獣医研究所                           | 黒竜江省ハルビン市                 | 4     |                                                                                |
| イギリス         | 健康保護局感染症センター                                   | コリンデール                       | 4     |                                                                                |
| イギリス         | 国立医学研究所 (NIMR)                                      | ロンドン                           | 4     |                                                                                |
| イギリス         | イギリス国防省防衛科学技術研究所 (DSTL)                    | ポートンダウン                     | 4     |                                                                                |
| イギリス         | 獣医学研究所 (VLA)                                         | サリー州アドルストン               | 4     |                                                                                |
| アメリカ合衆国   | アメリカ疾病予防管理センター (CDC)                         | ジョージア州アトランタ             | 4     |                                                                                |
| アメリカ合衆国   | ジョージア州立大学                                         | ジョージア州アトランタ             | 4     |                                                                                |
| アメリカ合衆国   | NIAID総合研究施設                                          | メリーランド州フォート・デトリック | 4     |                                                                                |
| アメリカ合衆国   | 国立生物防衛分析対策センター (NBACC)                       | メリーランド州フォート・デトリック | 4     |                                                                                |
| アメリカ合衆国   | アメリカ国立衛生研究所 (NIH)                               | メリーランド州ベセスダ             | 4     |                                                                                |
| アメリカ合衆国   | アメリカ陸軍感染症医学研究所 (USAMRIID)                    | メリーランド州フォート・デトリック | 4     |                                                                                |
| アメリカ合衆国   | 国立新興感染症研究所 (NEIDL)                               | マサチューセッツ州ボストン         | 4     |                                                                                |
| アメリカ合衆国   | NIAIDロッキー・マウンテン研究所群                          | モンタナ州ハミルトン               | 4     |                                                                                |
| アメリカ合衆国   | ガルベストン国立研究所 (GNL)                               | テキサス州ガルベストン             | 4     |                                                                                |
| アメリカ合衆国   | ショープ研究所                                             | テキサス州ガルベストン             | 4     |                                                                                |
| アメリカ合衆国   | サウスウエスト生物医学研究機構 (SFBR)                      | テキサス州サンアントニオ           | 4     |                                                                                |
| アメリカ合衆国   | 国土安全保障省国立生物農業防御施設                         | カンザス州マンハッタン             | 4     |                                                                                |

### レベル3の一覧
| 国             | 施設                                                                 | 位置                                 | Level | 備考                                         |
| -------------- | -------------------------------------------------------------------- | ------------------------------------ | ----- | -------------------------------------------- |
| アルゼンチン   | 国立農業技術研究所 (INTA)                                            | ブエノスアイレス                     | 3-A   |                                              |
| オーストラリア | カーティン工科大学                                                   | 西オーストラリア州                   | 3     |                                              |
| ブラジル       | Oswaldo Cruz研究所                                                   | リオデジャネイロ                     | 3     |                                              |
| ブラジル       | サンパウロ大学                                                       | サンパウロ                           | 3     |                                              |
| ブラジル       | Adolf Lutz研究所                                                     |                                      | 3     |                                              |
| ブラジル       | Butantan研究所                                                       | サンパウロ                           | 3     |                                              |
| カナダ         | ブリティッシュコロンビア疾病管理センター                             | ブリティッシュコロンビア州           | 3     |                                              |
| カナダ         | 国立生物実験センター                                                 | ケベック州                           | 3     |                                              |
| フィンランド   | 国立健康保健研究所 Hermanni                                          | ヘルシンキ                           | 3     |                                              |
| フィンランド   | 国立健康保健研究所 Tilkanmäki                                        | ヘルシンキ                           | 3     |                                              |
| ドイツ         | Wehrwissenschaftliches Institut für Schutztechnologien               | ミュンスター                         | 3     |                                              |
| ギリシャ       | エヴァンゲリズモス総合病院                                           | アテネ                               | 3     |                                              |
| ギリシャ       | クレタ大学, Pagne hospital, Clinical bacteriology lab                | イラクリオン                         | 3     |                                              |
| インド         | セント・ジョーンズ研究所 感染症部                                    | バンガロール                         | 3     |                                              |
| インド         | 全インド医科大学                                                     | ニューデリー                         | 3     |                                              |
| インド         | ハンセン病&微生物疾患国立JALMA研究所 (NCJILOMD)                      | アーグラ                             | 3     |                                              |
| インドネシア   | 熱帯病研究所 (ITD)                                                   | スラバヤ                             | 3     |                                              |
| 日本           | 北海道大学人獣共通感染症リサーチセンター                             | 北海道, 札幌市                       | 3     |                                              |
| 日本           | 動物衛生研究所動物衛生高度研究施設                                   | 茨城県, つくば市                     | 3     |                                              |
| 日本           | 東京都健康安全研究センター、大阪健康安全基盤研究所等の地方衛生研究所 | 各都道府県・政令市                   | 3     |                                              |
| 日本           | 東京大学医科学研究所                                                 | 東京都, 港区                         | 3     |                                              |
| 日本           | 東京工業大学遺伝子実験棟                                             | 神奈川県, 横浜市                     | 3     |                                              |
| 日本           | 長崎大学熱帯医学研究所                                               | 長崎県, 長崎市                       | 3     |                                              |
| 日本           | 京都産業大学鳥インフルエンザ研究センター                             | 京都府, 京都市                       | 3     |                                              |
| 日本           | 大阪大学微生物病研究所                                               | 大阪府, 吹田市                       | 3     |                                              |
| 日本           | 大阪府立大学りんくうキャンパス                                       | 大阪府, 泉佐野市                     | 3     |                                              |
| 日本           | 鳥取大学鳥由来人獣共通感染症疫学研究センター                         | 鳥取県, 鳥取市                       | 3     |                                              |
| 日本           | 山口大学獣医学国際教育研究センター(iCOVER)                           | 山口県, 山口市                       | 3     |                                              |
| 日本           | 佐賀大学総合分析実験センター                                         | 佐賀県, 佐賀市                       | 3     |                                              |
| 日本           | 武田薬品工業湘南研究所                                               | 神奈川県, 藤沢市鎌倉市               | 3     |                                              |
| 台湾           | 国立台湾大学医学院実験室                                             | 台北市                               | 3     |                                              |
| マレーシア     | 獣医学研究所                                                         | ペラ州                               | 3     |                                              |
| マレーシア     | 保健省国立公衆衛生研究所                                             | スランゴール州                       | 3     |                                              |
| マレーシア     | 保健省医学研究所                                                     | クアラルンプール                     | 3     |                                              |
| マレーシア     | マラヤ大学                                                           | クアラルンプール                     | 3     |                                              |
| オランダ       | 国立公衆衛生環境研究所 (RIVM)                                        | ビルトーベン                         | 3     |                                              |
| ロシア         | 国立ウイルス学・生物工学研究センター（Вектор・英: VECTOR）           | ノヴォシビルスク州                   | 3     |                                              |
| 中国           | 中国科学院武漢病毒所                                                 | 湖北省, 武漢市                       | 3     |                                              |
| アメリカ合衆国 | セントラルフロリダ大学                                               | フロリダ州, オーランド               | 3     |                                              |
| アメリカ合衆国 | ジョージ・メイソン大学 生物医学調査研究所                            | バージニア州, マサナス               | 3     |                                              |
| アメリカ合衆国 | ストーニー・ブルック大学感染症分子医学センター                       | ニューヨーク州, ストーニー・ブルック | 3     |                                              |
| アメリカ合衆国 | シンシナティ大学                                                     | オハイオ州, シンシナティ             | 3     |                                              |
| アメリカ合衆国 | アリゾナ州立大学生体設計機構                                         | アリゾナ州, テンピ                   | 3     |                                              |
| アメリカ合衆国 | バテル記念機構                                                       | オハイオ州, ウエスト・ジェファーソン | 3     |                                              |
| アメリカ合衆国 | プラム島動物病センター                                               | ニューヨーク州, プラム島             | 3-ag  |                                              |
| アメリカ合衆国 | セントルイス大学ドワジー研究施設                                     | ミズーリ州, セントルイス             | 3     |                                              |
| アメリカ合衆国 | カリフォルニア大学バークレー校                                       | カリフォルニア州, バークレー         | 3     |                                              |
| アメリカ合衆国 | カリフォルニア大学ロサンゼルス校                                     | カリフォルニア州, ロサンゼルス       | 3     |                                              |
| タジキスタン   | 不明                                                                 | ドゥシャンベ市                       | ３    | 国連開発計画タジキスタン事務所プレスリリース |